# Grafrath
Grafrath település Németországban, azon belül Bajorországban. Lakosainak száma 4052 fő (2023. december 31.).

## Népesség
A település népessége az elmúlt években az alábbi módon változott:
| Lakosok száma | 2052 | 2565 | 3611 | 3662 | 3734 | 3791 | 3801 | 3854 | 4064 | 4052 |
|               | 1970 | 1975 | 2011 | 2012 | 2014 | 2015 | 2017 | 2019 | 2022 | 2023 |